# V edició dels Premis Platino
La V edició dels Premis Platino, presentats per l'Entitat de Gestió de Drets dels Productors Audiovisuals i Federació Iberoamericana de Productors Cinematogràfics i Audiovisuals, honren el millor del cinema iberoamericà estrenat en 2017. La cerimònia va tenir lloc el 29 d’abril de 2018 a la Riviera Maya (Mèxic). Les candidatures a nominacions es van presentar al febrer de 2018. Les nominacions van ser anunciades el 13 de març. La gala va ser presentada per l'actor mexicà Eugenio Derbez.
Enguany es van afegir dues noves cateogorias per a premiar les millors interpretacions en produccions televisives iberoamericanes, aquestes són Millor Interpretació Femenina en Minisèrie o Teleserie i Millor Interpretació Masculina en Minisèrie o Teleserie. A més la categoria Millor teleserie iberoamericana premiada en l'edició anterior ara es diu Millor Minisèrie o Teleserie Cinematogràfica Iberoamericana.

## Nominats i guanyadors
Els guanyadors encapçalen cada categoria ressaltats en negreta.
| Millor pel·lícula iberoamericana de ficció - Una mujer fantástica - La cordillera - La llibreria - Últimos días en La Habana - Zama | Millor direcció - Sebastián Lelio — Una mujer fantástica - Isabel Coixet — La llibreria - Álex de la Iglesia — Perfectos desconocidos - Lucrecia Martel — Zama - Fernando Pérez — Últimos días en La Habana |
| Millor interpretació femenina - Daniela Vega — Una mujer fantástica com Marina Vidal - Sofía Gala Castiglione — Alanis com Alanis - Emma Suárez — Las hijas de Abril com Abril - Maribel Verdú — Abracadabra com Carmen - Antonia Zegers — Los perros com Mariana                                                                                                  | Millor interpretació masculina - Alfredo Castro — Los perros com Juan - Javier Bardem — Loving Pablo com Pablo Escobar - Daniel Giménez Cacho — Zama com Don Diego de Zama - Javier Gutiérrez — El autor com Álvaro - Jorge Martínez — Últimos días en La Habana com Diego                                         |
| Millor guió - Una mujer fantástica — Sebastián Lelio, Gonzalo Maza - La llibreria – Isabel Coixet - Últimos días en La Habana — Fernando Pérez, Abel Rodríguez - Estiu 1993 – Carla Simón - Zama — Lucrecia Martel | Millor música original - La cordillera — Alberto Iglesias - El techo — Juan Antonio Leyva, Magda Rosa Galbán - La llibreria — Alfonso de Vilallonga - Los Buscadores — Derlis A. González - O Filme da Minha Vida — Plínio Profeta                                                                                 |
| Millor pel·lícula d'animació - Tadeu Jones 2: El secret del rei Mides - Deep - El libro de Lila - História Antes de uma História - Lino: Uma Aventura de Sete Vidas | Millor pel·lícula documental - Muchos hijos, un mono y un castillo - Dancing Beethoven - Ejercicios de memoria - El pacto de Adriana - Los niños |
| Millor opera prima de ficció - Estiu 1993 - El techo - La defensa del dragón - La llamada - La novia del desierto - Mala junta | Millor direcció de muntatge - Una mujer fantástica — Soledad Salfate - La mujer del animal — Etienne Boussac - Últimos días en La Habana — Rodolfo Barros - Estiu 1993 — Ana Pfaff, Dídac Palou - Zama — Miguel Schverdfinger, Karen Harley                                                                        |
| Millor direcció artística - Zama — Renata Pinheiro - Handia — Mikel Serrano - La cordillera — Sebastían Orgambide, Micaela Saiegh - Una mujer fantástica — Estefanía Larraín - Estiu 1993 — Mónica Bernuy | Millor direcció de fotografia - Zama — Rui Poças - La cordillera — Javier Juliá - Últimos días en La Habana — Raúl Peréz Ureta - Una mujer fantástica — Benjamín Echazarreta - Estiu 1993 — Santiago Racaj |
| Millor direcció de so - Zama — Guido Berenblum - El bar — Sergio Bürmann, David Rodríguez, Nicolás de Poulpiquet - Últimos días en La Habana — Sheila Pool - Una mujer fantástica — Tina Laschke - Verónica — Aitor Berenguer, Gabriel Gutiérrez, Nicolás de Poulpiquet                                                                                            | Cinema i Educació en Valors - Handia - Como Nossos Pais - La mujer del animal - Mala junta - Una mujer fantástica |
| Millor Interpretació Femenina en Minisèrie o Telesèrie - Blanca Suárez — Las chicas del cable com Alba Romero / Lidia Aguilar - Kate del Castillo — Ingobernable com Emilia Urquiza García - Giannina Frutero — Ramona com Ramona Sandoval - Aura Garrido — El Ministerio del Tiempo com Amelia Folch - Marta Hazas — Velvet Colección com Clara Montesinos Martín | Millor Interpretació Masculina en Minisèrie o Telesèrie - Julio Chávez — El maestro com Prat - Júlio Andrade — 1 contra todos com Cady - Luis Brandoni — Un gallo para Esculapio com Chelo Esculapio - Asier Etxeandía — Velvet Colección com Raúl de la Riva - Peter Lanzani — Un gallo para Esculapio com Nelson |
| Millor Minisèrie o Telesèrie Cinematogràfica Iberoamericana - El Ministerio del Tiempo - El maestro - Las chicas del cable - Un gallo para Esculapio - Velvet Colección | |

## Cerimònia

### Actuacions
| Nom             | Acte                             |
| --------------- | -------------------------------- |
| Maná            | «Si no te hubieras ido»          |
| Asier Etxeandía | «Pavo real»                      |
| Morat           | Popurri                          |
| Malú i Axel     | «Que nadie sepa mi sufrir»       |
| Maná            | Popurri                          |
| Aczino i Arkano | Batalla de rap: España vs México |

## Nominacions per producció
| Pel·lícula                | País(os)                                    | Nominacions | Premis |
| ------------------------- | ------------------------------------------- | ----------- | ------ |
| Una mujer fantástica      | Xile                                        | 9           | 5      |
| Zama                      | Argentina, Brasil, Espanya, Portugal, Mèxic | 8           | 3      |
| La cordillera             | Argentina, Espanya                          | 5           | 1      |
| Estiu 1993                | Espanya                                     | 5           | 1      |
| Los perros                | Xile, Argentina, Portugal                   | 2           | 1      |
| Handia                    | Espanya                                     | 2           | 1      |
| El maestro                | Argentina                                   | 2           | 1      |
| El Ministerio del Tiempo  | Espanya                                     | 2           | 1      |
| Las chicas del cable      | Espanya                                     | 2           | 1      |
| Últimos días en La Habana | Cuba, Espanya                               | 7           | -      |
| La llibreria              | Espanya                                     | 4           | -      |
| Un gallo para Esculapio   | Argentina                                   | 3           | -      |
| Velvet Colección          | Espanya                                     | 3           | -      |
| Mala junta                | Xile                                        | 2           | -      |
| El techo                  | Nicaragua, Cuba                             | 2           | -      |
| La mujer del animal       | Colòmbia                                    | 2           | -      |